# Torneo de Viena 2017
El Erste Bank Open 2017 fue un torneo de tenis que se jugó en canchas duras bajo techo. Fue la 43.ª edición del evento conocido ese año como el Erste Bank Open, y formó parte del ATP World Tour 500 series de la ATP World Tour 2017. Se llevó a cabo en el Wiener Stadthalle en Viena, Austria, del 23 al 29 de octubre de 2017.

## Distribución de puntos
| Modalidad            | Campeón | Finalista | Semifinales | Cuartos de final | 2.ª ronda | 1.ª ronda | Clasificados | 2.ª ronda de clasificación | 1.ª ronda de clasificación |
| Individual masculino | 500     | 330       | 200         | 100              | 50        | 0         | 25           | 13                         | 0                          |
| Dobles masculino     | 500     | 300       | 180         | 90               | –         | –         | 45           | 25                         | 0                          |

## Cabezas de serie

### Individuales masculino
| Tenista            | Ranking | Preclasificados |
| Alexander Zverev   | 5       | 1               |
| Dominic Thiem      | 6       | 2               |
| Grigor Dimitrov    | 8       | 3               |
| Pablo Carreño      | 11      | 4               |
| John Isner         | 13      | 5               |
| Sam Querrey        | 14      | 6               |
| Kevin Anderson     | 16      | 7               |
| Jo-Wilfried Tsonga | 17      | 8               |

- Ranking del 16 de octubre de 2017.[2]

### Dobles masculino
| Tenistas                      | Ranking | Preclasificados |
| Łukasz Kubot Marcelo Melo     | 7       | 1               |
| Jamie Murray Bruno Soares     | 19      | 2               |
| Jean-Julien Rojer Horia Tecău | 23      | 3               |
| Oliver Marach Mate Pavić      | 38      | 4               |

## Campeones

### Individual masculino
Lucas Pouille venció a  Jo-Wilfried Tsonga por 6-1, 6-4

### Dobles masculino
Rohan Bopanna /  Pablo Cuevas vencieron a  Marcelo Demoliner /  Sam Querrey por 7-6(9-7), 6-7(4-7), [11-9]